# Мой зелёный крокодил
«Мой зелёный крокодил» — советский кукольный мультфильм 1966 года, который создал режиссёр Вадим Курчевский на студии «Союзмультфильм». Сценарий написан известными детскими писателями и поэтами — Геннадием Циферовым и Генрихом Сапгиром. Текст читает Лев Любецкий.
Небольшой отрывок из мультфильма был использован в анимационном кроссовере «Юбилей».

## Сюжет
Мультфильм повествует о любви невзрачного Крокодила к прекрасной Корове. Их объединила любовь к листьям и цветам. Осенью, когда ни листьев, ни цветов не осталось, чувства Коровы начали угасать. Тогда Крокодил решил превратиться в вечнозелёный лист, чтобы вновь понравиться Корове.

## Создатели
- Авторы сценария — Генрих Сапгир, Геннадий Цыферов
- Режиссёр — Вадим Курчевский
- Художник-постановщик — Алина Спешнева
- Оператор — Иосиф Голомб
- Композитор — Никита Богословский
- Текст читает — Лев Любецкий
- Звукооператор — Борис Фильчиков
- Монтажёр — Лидия Кякшт
- Редактор — Аркадий Снесарев
- Мультипликаторы: Юрий Клепацкий, Юрий Норштейн, Мария Портная
- Куклы и декорации выполнили: Владимир Аббакумов, В. Максимович, Павел Гусев, Екатерина Дарикович, Вера Калашникова, Лилианна Лютинская, Марина Чеснокова
- под руководством — Романа Гурова
- Директор картины — Натан Битман
- Создатели приведены по титрам мультфильма.

## Отзыв критика
Курчевский в 1957 году пришёл в недавно созданное кукольное объединение студии «Союзмультфильм», где первое время был художником-постановщиком, затем снял несколько фильмов совместно с другими режиссёрами и, наконец, в 1966 году — первую картину самостоятельно, художником-постановщиком на ней работала Алина Спешнева. Называлась эта нежная и грустная сказка «Мой зелёный крокодил», а рассказывала она о любви нелепого крокодила-поэта, не похожего на остальных крокодилов: растрёпанный, обвязанный шарфом, а главное — тонкокожий, незащищённый (фигурку куклы обтянули зеленым гипюром с крупным рисунком, напоминающим крокодиловую кожу и создающим ощущение не греющей и толком не прикрывающей оболочки). Возлюбленная крокодила была прекрасна: белоснежная стройная корова с огромными глазами. Они были счастливы, любовь их была взаимной, у них было так много общего — оба любили деревья, цветы и листья. Но когда наступила осень и не стало цветов и листьев — у них не осталось ничего общего, оказалось, они не пара: она такая красивая, а он — такой зелёный. И крокодил решил ради любимой превратиться в зелёный лист. Наверное, ни до, ни после того в российской мультипликации не было фильма о любви лучше этого…— Александра Василькова «Наши мультфильмы»
.

## Издания на видео
- В 2002 году выпущен на VHS и компакт-дисках Video CD в 1 выпуске коллекции «Мастера Русской анимации — 1» с английскими субтитрами, а далее — на DVD: Masters of Russian Animation Volume 1. В сборник включены мультфильмы: «История одного преступления», «Человек в рамке», «Мой зелёный крокодил», «Жил-был Козявин», «Гора динозавров», «Шпионские страсти», «Стеклянная гармоника», «Клубок», «Калейдоскоп-68. Бегемот» и «Фильм, фильм, фильм».[2]